# Chaetophiloscia weisi
Chaetophiloscia weisi là một loài chân đều trong họ Philosciidae. Loài này được Schmoelzer miêu tả khoa học năm 1965.